# Éric Werner
Éric Werner es un filósofo y ensayista suizo.

## Biografía
Éric Werner nació en 1940 en Suiza. Es licenciado en el Instituto de Estudios Políticos de París (en francés: Institut d'études politiques de Paris).
Werner es doctor en letras y fue profesor de filosofía política en la Universidad de Ginebra.
Ha escrito varios ensayos, en particular sobre el sistema político y la religión. Además de colaborar con diversas revistas, como Conflits contemporains y Catholica, Werner se ha destacado por aportar artículos a Éléments y Krisis (revista), donde ha presentado el pensamiento de grandes filósofos del pasado.
También es columnista habitual del Antipresse, dirigida por Slobodan Despot.

## Obras
- De la violence au totalitarisme, essai sur la pensée de Camus et de Sartre, Calmann-Lévy, París, 1972.
- Mystique et politique : études de philosophie politique, L'Âge d'Homme, Lausana y París, 1979, ISBN 978-2-8251-3185-5.
- Jan Marejko et Éric Werner, De la misère intellectuelle et morale en Suisse romande (nueva edición, con una posdata de Éric Werner), L'Âge d'Homme, Lausana y París, 1981.
- Le système de trahison, L'Âge d'Homme, Lausana y París, 1986, ISBN 978-2-8251-3186-2.
- Ne dites surtout pas que je doute, on finirait par le croire : à propos de l'« affaire Paschoud », Thaël, Lausana, 1988.
- Vous avez dit guerre civile ?, Thaël, Lausana, 1990.
- De l'extermination, Thaël, Lausana, 1993.
- Montaigne stratège, L'Âge d'Homme, Lausana y París, 1996, ISBN 2-8251-0730-1.
- L'Avant-guerre civile, L'Âge d'Homme, Lausana y París, 1999, ISBN 2-8251-1196-1.
- L'Après-démocratie, L'Âge d'Homme, Lausana y París, 2001, ISBN 2-8251-1484-7.
- La Maison de servitude : Réplique au Grand Inquisiteur, éditions Xenia, Vevey, 2006, ISBN 978-2-88892-009-0.
- Ne vous approchez pas des fenêtres : Indiscrétions sur la nature réelle du régime, Xénia, Vevey, 2008, ISBN 978-2-88892-052-6.